# Serie de los inversos de los números primos
En el siglo III a. C. Euclides demostró la existencia de infinitos números primos. En el siglo XVIII, Leonhard Euler
demostró un resultado aún más profundo:
| La suma de los recíprocos de todos los números primos diverge. Leonhard Euler (1737) |

El teorema, es equivalente a demostrar que:
{\displaystyle \lim _{x\to \infty }\left(\sum _{p\leq x}{\frac {1}{p}}\right)=\infty \ \ \ \ \ p\in \mathbb {P} }
He aquí algunas de las demostraciones de este resultado.

## Primera demostración (Demostración original de Euler)
Para empezar, describiremos algunos de los pasos previos usados por Euler en su demostración.
En primer lugar consideró la serie armónica :
{\displaystyle \sum _{n=1}^{\infty }{\frac {1}{n}}=1+{\frac {1}{2}}+{\frac {1}{3}}+{\frac {1}{4}}+\cdots }
Esta serie es divergente (se puede ver en el artículo serie armónica). Este resultado también era conocido por Euler.
Usando su fórmula del producto , mostró la existencia de infinitos números primos como sigue:
{\displaystyle \sum _{n=1}^{\infty }{\frac {1}{n}}=\prod _{p}{\frac {1}{1-p^{-1}}}=\prod _{p}\left(1+{\frac {1}{p}}+{\frac {1}{p^{2}}}+\cdots \right).}
Aquí, el producto es sobre todos los números primos, o dicho de otra manera, el producto indexa a todos los
números primos. De ahora en adelante, sin que se diga lo contrario, la suma o producto sobre el conjunto de todos los números primos se representa como p bajo el sumatorio o productorio.
Euler se dio cuenta de que si existía un número finito de primos, entonces el producto de la derecha convergería claramente, 
contradiciendo la divergencia de la serie armónica. En lenguaje moderno, se dice que la existencia de infinidad de números primos está reflejada por el hecho de que la función zeta de Riemann tiene un polo simple en s = 1.
Demostración
Euler, tomando el producto indicado arriba, llegó a una conclusión.
Tomó logaritmos naturales en ambos miembros de la igualdad, y utilizando las propiedades de las series geométricas 
y que la serie de Taylor de log(1-x) es:
{\displaystyle \ln(1-x)=-\sum _{n=1}^{\infty }{\frac {x^{n}}{n}}\ \ \ \ \ |x|<1{\mbox{,}}\ x\in \mathbb {R} }
entonces:
{\displaystyle {\begin{aligned}\ln \left(\sum _{n=1}^{\infty }{\frac {1}{n}}\right)&{}=\ln \left(\prod _{p}{\frac {1}{1-p^{-1}}}\right)=\sum _{p}\ln \left({\frac {1}{1-p^{-1}}}\right)=\sum _{p}-\ln(1-p^{-1})\\&{}=\sum _{p}\left({\frac {1}{p}}+{\frac {1}{2p^{2}}}+{\frac {1}{3p^{3}}}+\cdots \right)=\left(\sum _{p}{\frac {1}{p}}\right)+\sum _{p}{\frac {1}{p^{2}}}\left({\frac {1}{2}}+{\frac {1}{3p}}+{\frac {1}{4p^{2}}}+\cdots \right)\\&{}<\left(\sum _{p}{\frac {1}{p}}\right)+\sum _{p}{\frac {1}{p^{2}}}\left(1+{\frac {1}{p}}+{\frac {1}{p^{2}}}+\cdots \right)=\left(\sum _{p}{\frac {1}{p}}\right)+\left(\sum _{p}{\frac {1}{p(p-1)}}\right)\\&{}=\left(\sum _{p}{\frac {1}{p}}\right)+C\end{aligned}}}
para una constante C < 1. Puesto que la suma de los recíprocos de los primeros n números enteros positivos 
es asintótica a ln(n) ( es decir, su ratio se acerca a 1 cuando n se acerca a infinito ) se tiene:
{\displaystyle \sum _{k=1}^{n}{\frac {1}{k}}\approx \ln(n)\ \ \ \ \ {\mbox{si }}n\to \infty }
que sustituyendo en la expresión de arriba y despreciando el valor de C cuando n se acerca a infinito, Euler llegó a la conclusión de que:
{\displaystyle {\frac {1}{2}}+{\frac {1}{3}}+{\frac {1}{5}}+{\frac {1}{7}}+{\frac {1}{11}}+\cdots =\ln \ln(+\infty )\to \infty }

Q.E.D.

Es también cierto que Euler comprendía que la suma de los recíprocos de todos los números primos menores que n es
asintótica a ln (ln(n)) cuando n se aproxima a infinito, y de hecho este es el caso. Euler había llegado a 
esta conclusión por métodos cuestionables.

## Segunda demostración (Erdős)
Una demostración elemental por reducción a lo absurdo fue descubierta por Paul Erdős y es la siguiente:
Asuma que la suma de los recíprocos de todos los números primos converge:
Defina pi como el i -ésimo número primo.
Tenemos que:
{\displaystyle \sum _{k=1}^{\infty }{1 \over p_{k}}=C}
Entonces existe un número entero positivo i tal que:
{\displaystyle \sum _{k=1}^{\infty }{1 \over p_{i+k}}<{1 \over 2}}
Defina Ni(x) como:
{\displaystyle N_{i}(x)=\#\{n\leq x:\ n=p_{1}^{\alpha _{1}}\cdots p_{i}^{\alpha _{i}},\ \alpha \in \mathbb {N} _{0}\}}
el número de enteros positivos menores que x que son divisibles únicamente por los i primeros números primos, o dicho de otra forma, 
que están formados por factores primos menores o iguales a pi.
( el símbolo # significa la cantidad de números que cumplen la condición )
Cualquiera de esos números puede expresarse como:
{\displaystyle n=p_{1}^{\omega _{1}}\cdots p_{i}^{\omega _{i}}\cdot s^{2},\;\omega _{i}\in \{0,1\}}
concretamente como producto de un cuadrado perfecto por un número libre de cuadrados. Hay 2i opciones distintas para la parte del número libre de cuadrados y puesto
que a lo sumo habrá √x para la parte cuadrática tenemos que:
{\displaystyle N_{i}(x)\leq 2^{i}\cdot {\sqrt {x}}}
El número de enteros divisibles por un primo p menores que x es {\displaystyle {\lfloor \textstyle {x \over p}\rfloor }}, así que el número de enteros menores que x que son divisibles por algún primo mayor que pi es x - Ni(x), lo denotaremos como N*i(x)  y está acotado por: 
{\displaystyle N_{i}^{*}(x)=x-N_{i}(x)\leq \sum _{k=1}^{\infty }\left\lfloor {\frac {x}{p_{i+k}}}\right\rfloor \leq \sum _{k=1}^{\infty }{\frac {x}{p_{i+k}}}<{\frac {x}{2}}}
Dado que:
{\displaystyle N_{i}^{*}(x)+N_{i}(x)=x\ \ \ \ \forall \ \ x\in \mathbb {N} }
es suficiente con encontrar un x tal que Ni(x) {\displaystyle \scriptstyle {\leq }} x/2 para llegar a una contradicción ya que N*i(x) es siempre menor que x/2. 
Si tomamos la desigualdad:
{\displaystyle N_{i}(x)\leq 2^{i}\cdot {\sqrt {x}}}
y considerando la cota máxima que es cuando Ni(x) = 2i√x:
{\displaystyle 2^{i}\cdot {\sqrt {x}}\leq {\frac {x}{2}}}
{\displaystyle 2^{i+1}\leq {\frac {x}{\sqrt {x}}}={\sqrt {x}}}
{\displaystyle x\geq 2^{2i+2}}

Q.E.D.

## Tercera demostración
He aquí otra demostración que da una menor estimación sobre la suma parcial, en particular, muestra como la suma crece al menos tan rápido como log (log(n)). La demostración es una adaptación
de la idea de expansión del producto de Euler. De aquí en adelante, una suma o producto sobre p siempre representa una suma o producto sobre un conjunto de números primos específicos.
La demostración se basa en las siguientes cuatro desigualdades:
- Cada número entero positivo i se puede escribir como producto de un cuadrado por un número libre de cuadrados. Esto da la siguiente desigualdad.

{\displaystyle \sum _{i=1}^{n}{\frac {1}{i}}\leq \prod _{p\leq n}{{\biggl (}1+{\frac {1}{p}}{\biggr )}}\sum _{k=1}^{n}{\frac {1}{k^{2}}}}
Donde para cada número i entre 1 y n el producto (expandido) contiene la parte del cuadrado libre de i y la suma contiene la parte del cuadrado de i.
- Una cota superior estimada para el logaritmo natural es:

{\displaystyle \log(n+1)=\int _{1}^{n+1}{\frac {dx}{x}}=\sum _{i=1}^{n}\underbrace {\int _{i}^{i+1}{\frac {dx}{x}}} _{<1/i}<\sum _{i=1}^{n}{\frac {1}{i}}}
- Una cota inferior estimada para la función exponencial es:

{\displaystyle 1+x<\exp(x)\ \ \ \ \forall \ \ x>0}
- El límite superior (usando una serie de la cual conocemos su comportamiento asintótico) para las sumas parciales es:

{\displaystyle \sum _{k=1}^{n}{\frac {1}{k^{2}}}\leq 1+\sum _{k=2}^{n}\underbrace {{\biggl (}{\frac {1}{k-1}}-{\frac {1}{k}}{\biggr )}} _{\geq 1/k^{2}}=2-{\frac {1}{n}}\leq 2}
Combinando todas las ecuaciones vemos que:
{\displaystyle \log(n+1)<\sum _{i=1}^{n}{\frac {1}{i}}\leq \prod _{p\leq n}{{\biggl (}1+{\frac {1}{p}}{\biggr )}}\sum _{k=1}^{n}{\frac {1}{k^{2}}}<2\prod _{p\leq n}{\exp {\biggl (}{\frac {1}{p}}{\biggr )}}=2\cdot \exp {\biggl (}\sum _{p\leq n}{\frac {1}{p}}{\biggr )}}
Dividiendo por 2 y tomando el logaritmo natural en ambos miembros nos queda que:
{\displaystyle \log \log(n+1)-\log 2<\sum _{p\leq n}{\frac {1}{p}}}
cuando n tiende a infinito obtenemos la misma conclusión que en las anteriores demostraciones.
Q.E.D.

## Cuarta demostración
De la desigualdad de Dusart (véase el teorema de los números primos) se tiene que:
{\displaystyle p_{n}<n\log n+n\log \log n\quad {\mbox{para }}n\geq 6.}
entonces
{\displaystyle \sum _{n=1}^{\infty }{\frac {1}{p_{n}}}\geq \sum _{n=6}^{\infty }{\frac {1}{p_{n}}}\geq \sum _{n=6}^{\infty }{\frac {1}{n\log n+n\log \log n}}\geq \sum _{n=6}^{\infty }{\frac {1}{2n\log n}}=\infty }
aplicando el criterio integral a la serie de la izquierda se observa que esta diverge claramente.
Q.E.D.